# Manchuriet
Manchuriet är en kulturgeografisk region i nordöstra Kina och delar av Ryssland, inkluderande provinserna Heilongjiang, Jilin och Liaoning samt (ofta) norra delen av Hebei-provinsen och östra delen av Inre Mongoliet. Namnets ålder och uppkomst är omdebatterade. Eftersom Manchuriet inte är en provins är gränsdragningen svår och storleksuppgifterna på området varierar från 776 000 km² till 1 550 000 km².

## Geografi
Manchuriet utgör nordöstligaste delen av Kina och gränsar i norr till Sibirien, mot vilket Amur och dess biflod Argun bildar gräns, i öster till Sibiriska kustprovinsen, där Ussuri bildar större delen av gränsen, samt till Nordkorea.
I söder gränsar Manchuriet till Gula havet, som bildar Liaodong- och Koreavikarna, vilka åtskiljs genom Liaodonghalvön, vars yttersta del ofta kallas Kwantung. I väster gränsar området till Mongoliet och den kinesiska provinsen Hebei.
Manchuriet är i huvudsak ett bergland. Dess sydligaste del, Liaodong, genomdras av flera parallellkedjor, vilka i halvöns norra del når en maximihöjd av 1 370 m. och som fortsätter ända till Amurdalen. Högst når gränsbergen mot Korea, Paektusan (2470 m). I nordvästra delen intränger Stora Hinggan, från vilket mot öster utgår Ilchuri-alin och Lilla Hinggan. Landets huvudflod är Sungari, som rinner till Amur. Mot söder flyter Liaohe till Liaodong-viken och Yalu, gränsfloden mot Korea, till Koreaviken.
Med hänsyn till klimat och andra naturförhållanden sluter sig norra Manchuriet till Sibirien, det södra till norra Kina. Även i söder är klimatet dock hårt med temperaturextremer mellan 32 °C och –24 °C. Mukden har i januari 6,9 °C, i juli 26,4 °C. Under sommaren blåser sydliga och sydvästliga vindar, som medför mycket regn.
Även i djur- och växtvärlden bildar Manchuriet ett övergångsland mellan Kina och Sibirien. Ur dess fauna kan nämnas tigern, svarta björnen, varg, räv, hjortar, antiloper och sobel, vars pälsar bildar en viktig exportvara. Floderna är rika på fisk, särskilt lax. Urskogar täcker delar av landet, och trävarurörelsen är livlig.
Mineralskatterna är ansenliga. Guld, silver, koppar, bly och stenkol finns i nästan alla delar av landet. Den förstnämnda metallen förekommer på många ställen. Invånarna är manchuer, kineser, koreaner och en mängd tungusstammar (mest i norra M.), såsom daurer, orotjoner, golder, soloner.
Den traditionella huvudnäringen var länge jordbruk, som vid Sungari ger rika skördar av hirs, längre i norr vete, havre, korn och råg samt i söder ris. Dessutom odlas allmänt skidfrukter och potatis samt i södra delen även bomull, sesam, indigo, mullbärsträd, meloner och ginseng. Svin, får och nötkreatur uppfödas.
Den betydande industrialisering som ägde rum under japanernas ockupation fortsatte under efterkrigstiden, men idag är stora delar av den tunga statliga industrin i området i ekonomisk kris.

## Historia
Sedan äldsta tider har Manchuriet och Kina stått i livlig beröring med varandra. I tider av inre svaghet i Kina har Manchuriets invånare gång efter annan underlagt sig norra Kina eller hela landet. Liaodynastin (907-1125) och Jindynastin (1115–1234) var två viktiga dynastier som utgick från Manchuriet, liksom Koguryo (37 f.Kr.–668 ) vilken kontrollerade södra Manchuriet och norra Korea.
Den sista erövringen från Manchuriet skedde 1644, då manchuerna erövrade Kina och upprättade Qing-dynastin i Peking. Till stöd för sitt välde inkallade dynastin manchuer till Kina, där de flesta snart blev fast bosatta i Kina och övergav sitt språk. I slutet av 1800-skedde en massiv inflyttning av kineser i området. Detta medförde att manchuerna endast kom att utgöra en mindre del av landets befolkning, medan kineserna bildar folkmajoriteten.

### Slutet av Qing
I äldre tider hade Manchuriet mycket större yta än nu. Det sträckte sig nästan ända till 55° nordlig bredd, tills den ryske statsmannen Nikolaj Muravjov-Amurskij tvingade Kina att avträda landet norr om Amur till Ryssland i fördraget i Aigun 1858 och 1860 även området öster om Ussuri – inalles omkring 560 000 km².
När japanerna 1894 besegrat Kina i kinesisk-japanska kriget, bestämdes genom freden i Shimonoseki (april 1895) att Kwantung-halvön med Port Arthur, där kineserna byggde en krigshamn, skulle tillfalla Japan. Häremot protesterade Ryssland, Frankrike och Tyskland, och området återlämnades åt Kina, men 1898 förpaktade Ryssland det på 25 år. Samtidigt fick Ryssland tillåtelse att bygga de ovan nämnda järnvägarna genom Manchuriet samt att bevaka dem med militär. Under boxarupproret i Kina ställdes lokalförvaltningen i dessa trakter under rysk överhöghet; Ryssland hade fordrat hela Manchuriets avträdande, men man måste till följd av Japans protest 1901 låta denna fordran falla och tills vidare lova att före 8 oktober 1903 utrymma Manchuriet. Då emellertid detta löfte icke uppfylldes och nya underhandlingar mellan Japan och Ryssland icke ledde till något resultat, anföll Japan den senare makten med krig.

### Rysk-japansk rivalitet

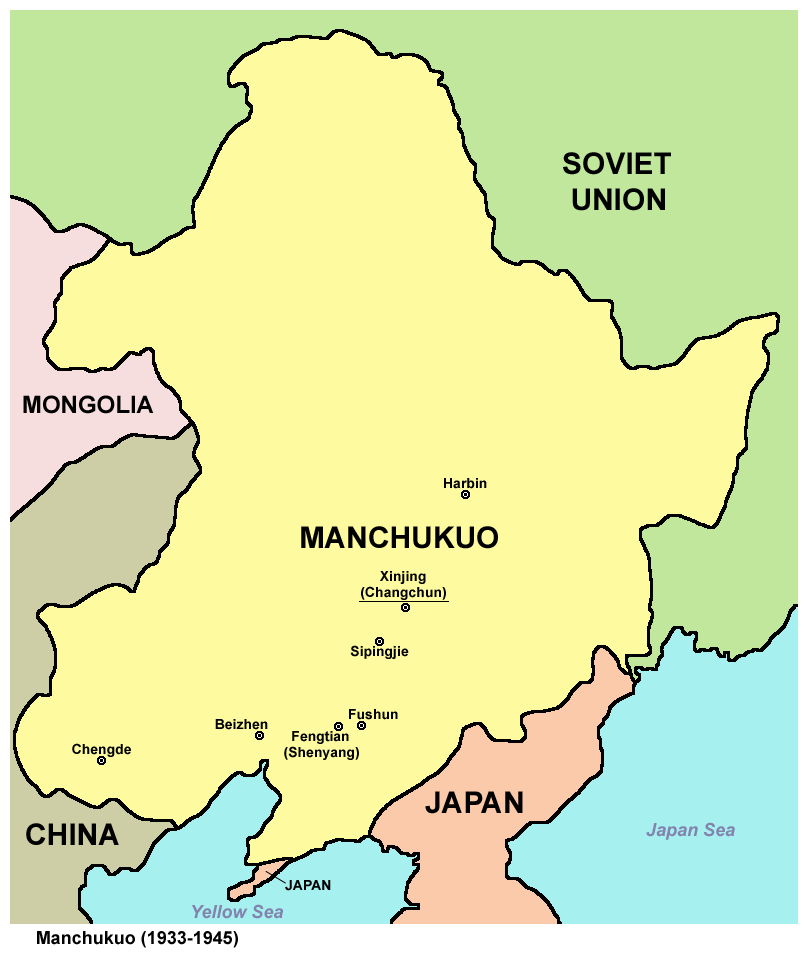

Det rysk-japanska kriget kom huvudsakligen att föras i Manchuriet och slutade med seger för Japan. Enligt freden i Portsmouth 1905 skulle Manchuriet inom 18 månader efter fredsfördragets trädande i kraft fullständigt utrymmas av Japan och Ryssland och återlämnas åt Kina att förvaltas uteslutande av detta land, blott med undantag av den del, som Ryssland 1898 arrenderat, vilken nu övertogs på arrende av Japan. Samtidigt förklarade sig Ryssland icke vilja besitta några territoriella fördelar, företrädeskoncessioner eller uteslutande koncessioner i Manchuriet, som vore oförenliga med grundsatsen om allas lika berättigande.
Utan anspråk på ersättning och med kinesiska regeringens samtycke överlämnade ryska regeringen till Japan järnvägen mellan Port Arthur och Changchun. Bägge parterna förband sig att på intet sätt använda den för strategiska ändamål. Det herravälde över Manchuriet, som Kina sålunda återfick, visade sig dock vara mera nominellt än verkligt.
1931 ockuperade Japan området. Mellan 1932 och 1945 styrde Japan området i form av marionettstaten Manchukuo med den sista, avsatte, Qingkejsaren Puyi som frontfigur.

### Efter andra världskriget
Efter andra världskrigets slut och de japanska truppernas nederlag delade nationalistregeringen i Chongqing in området i provinserna Antung, Heilungkiang, Hokiang, Kirin, Liaopeh, Liaoning, Nunkiang, Jehol och Sungkiang. På grund av att sovjetiska trupper tagit över området efter Japans nederlag lyckades Nationalisterna ej få full kontroll av området, som istället infiltrerades av styrkor från Folkets befrielsearmé. Manchuriet blev snabbt ett viktigt basområde för kommunisterna i det kinesiska inbördeskriget, och det var här Lin Biao vann det första avgörande slaget för kommunisternas räkning i inbördeskriget. Efter Folkrepubliken Kinas grundande 1949 införde den kommunistiska regeringen en ny provinsindelning.